# Cour suprême de l'État de Washington

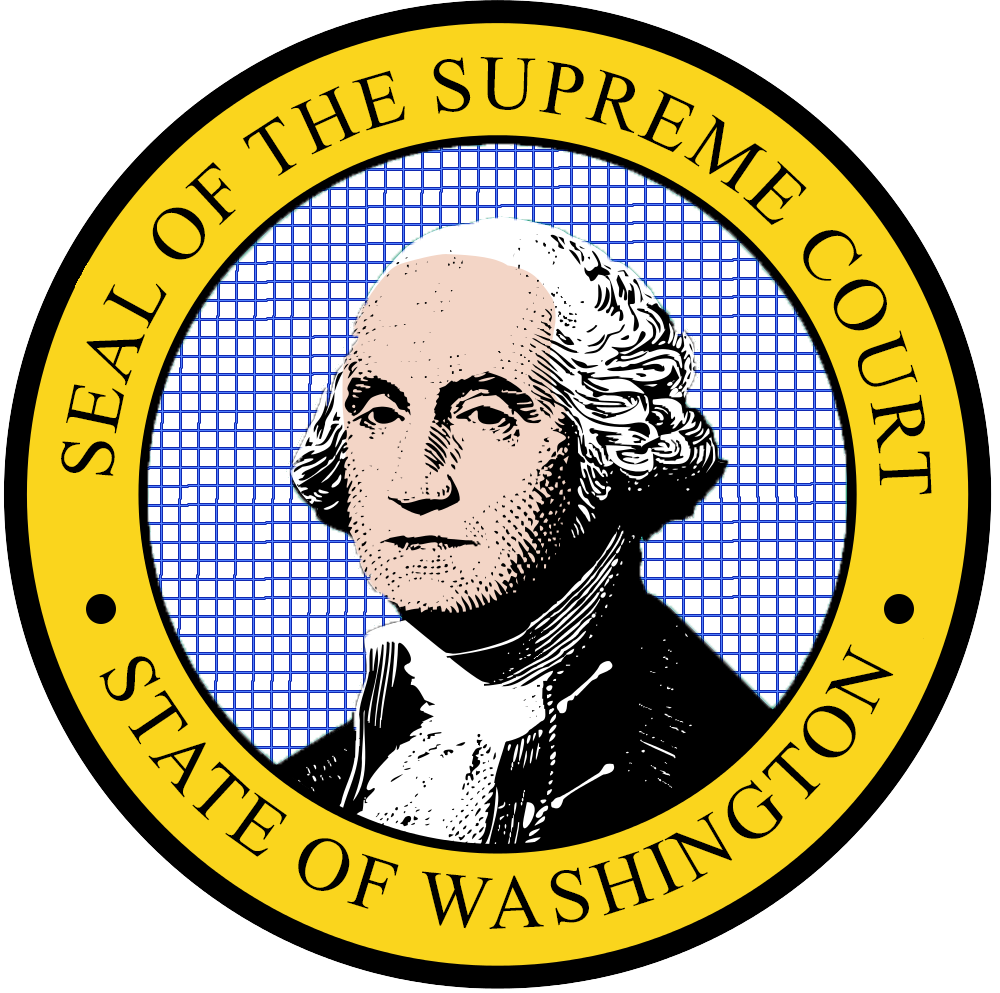
Sceau de la Cour suprême de l'État de Washington.

La Cour suprême de l'État de Washington (en anglais : Washington Supreme Court) est la plus haute juridiction de l'État américain de Washington. Elle ne doit pas être confondue avec la Cour suprême fédérale située à Washington, D.C, capitale fédérale des États-Unis.
La Cour suprême de l’État de Washington est composée d'un juge en chef (Chief Justice) et de huit juges (Associate Justice), élus pour un mandat de six ans.
Les juges doivent prendre leur retraite à la fin de l'année civile au cours de laquelle ils atteignent l'âge de 75 ans, conformément à la Constitution de l'État de Washington.

## Composition actuelle
| Titre        | Nom                | En fonction | Fin du mandat | Nommé par          |
| ------------ | ------------------ | ----------- | ------------- | ------------------ |
| Juge en chef | Barbara Madsen     | 1993        | 2017          | -                  |
| Juge         | Charles W. Johnson | 1991        | 2015          | -                  |
| Juge         | Tom Chambers       | 1995        | 2013          | -                  |
| Juge         | Susan Owens        | 2001        | 2013          | -                  |
| Juge         | Mary Fairhurst     | 2003        | 2015          | -                  |
| Juge         | James M. Johnson   | 2005        | 2017          | -                  |
| Juge         | Debra L. Stephens  | 2008        | 2015          | Christine Gregoire |
| Juge         | Charles K. Wiggins | 2011        | 2017          | -                  |
| Juge         | Steven C. Gonzalez | 2012        | 2013          | Christine Gregoire |

## Galerie d'images

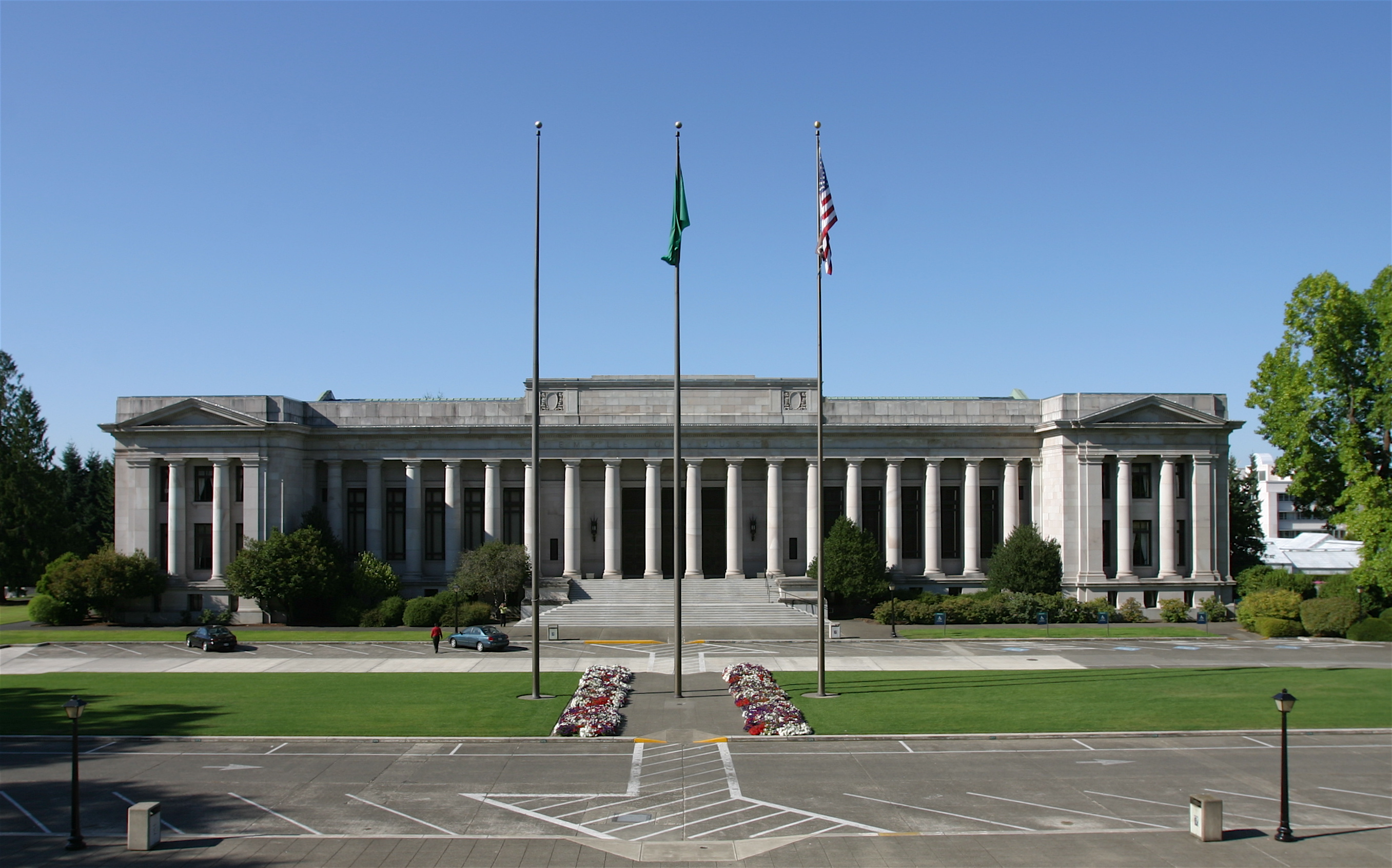
La Cour suprême (Temple of Justice) est située sur le campus du capitole de l'État de Washington, à Olympia, 2006.
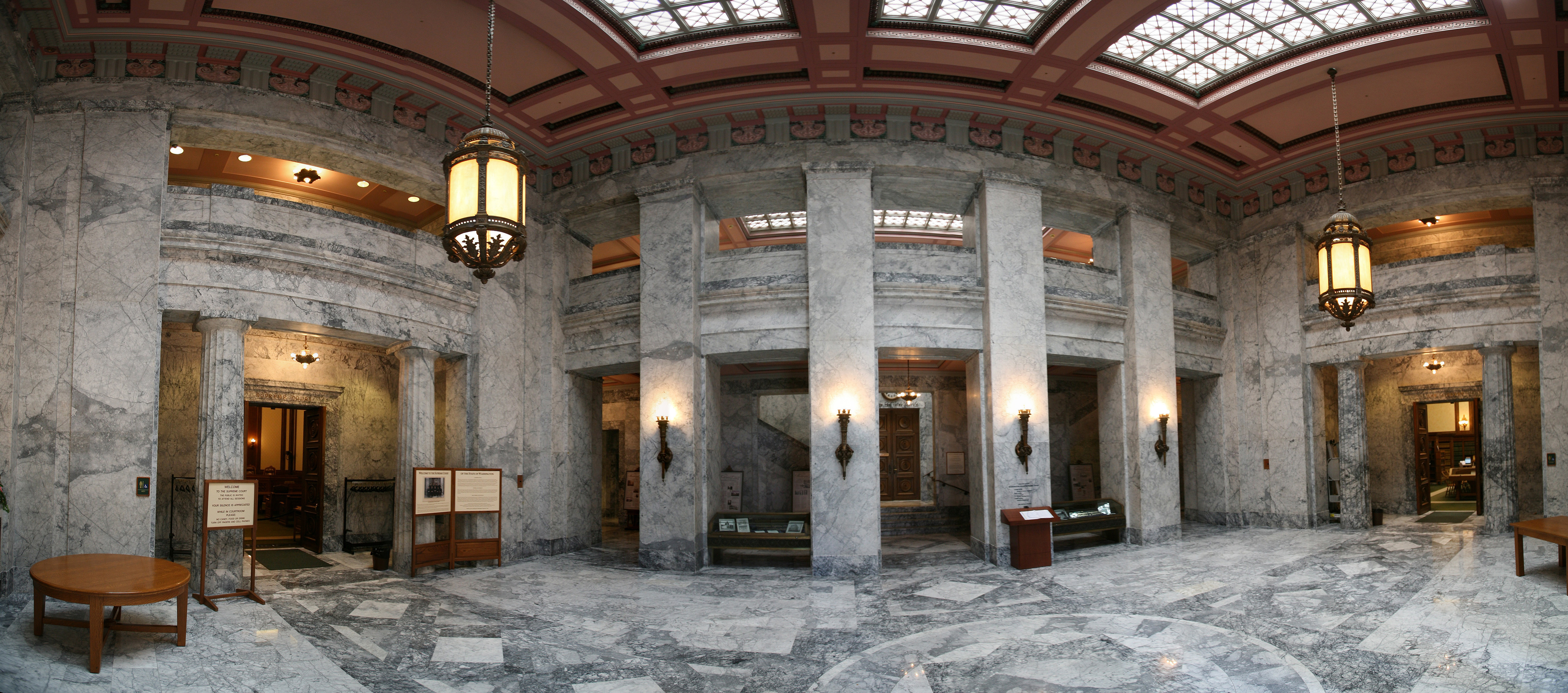
Hall d'entrée de la Cour suprême.
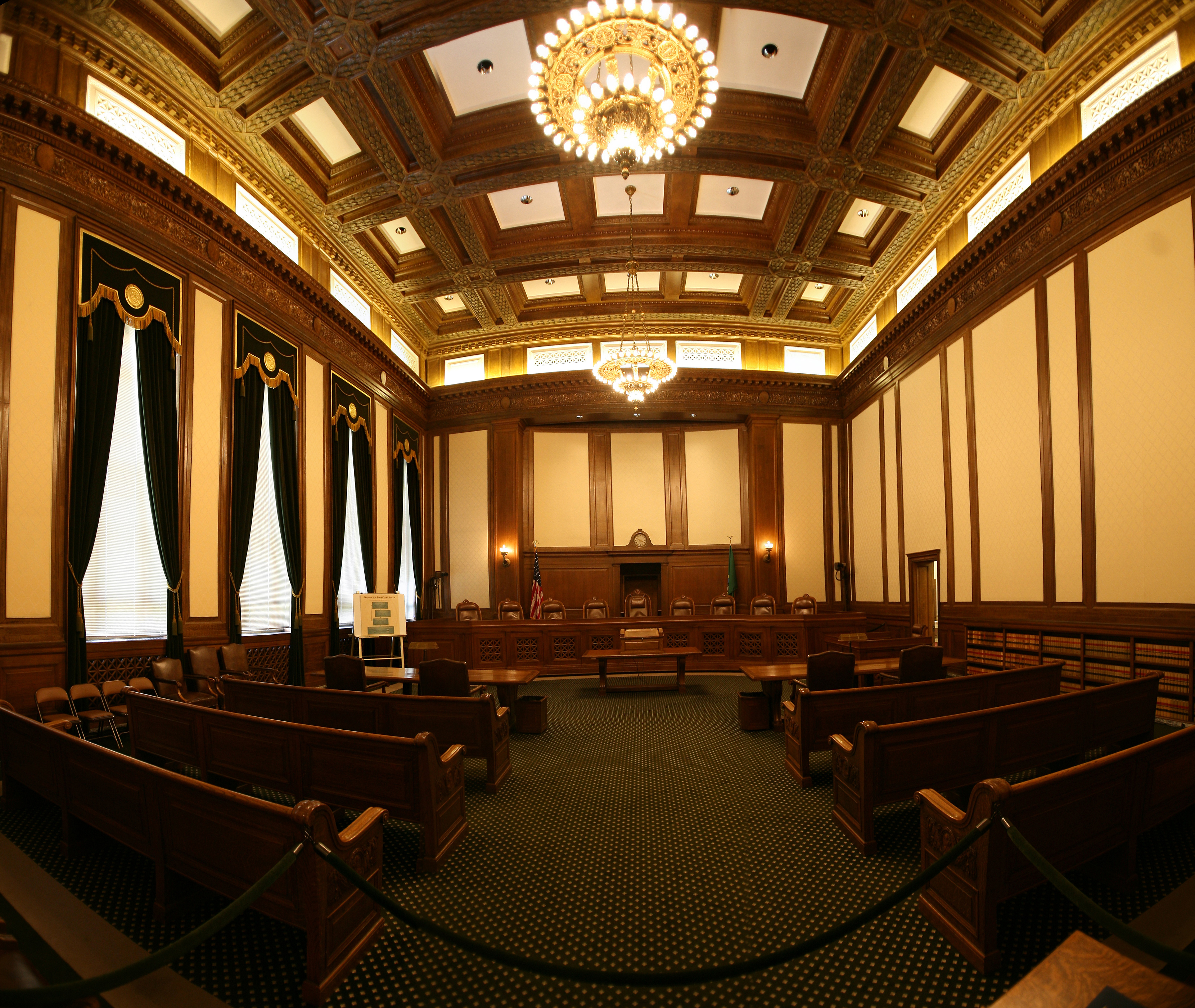
Intérieur de la Cour suprême.
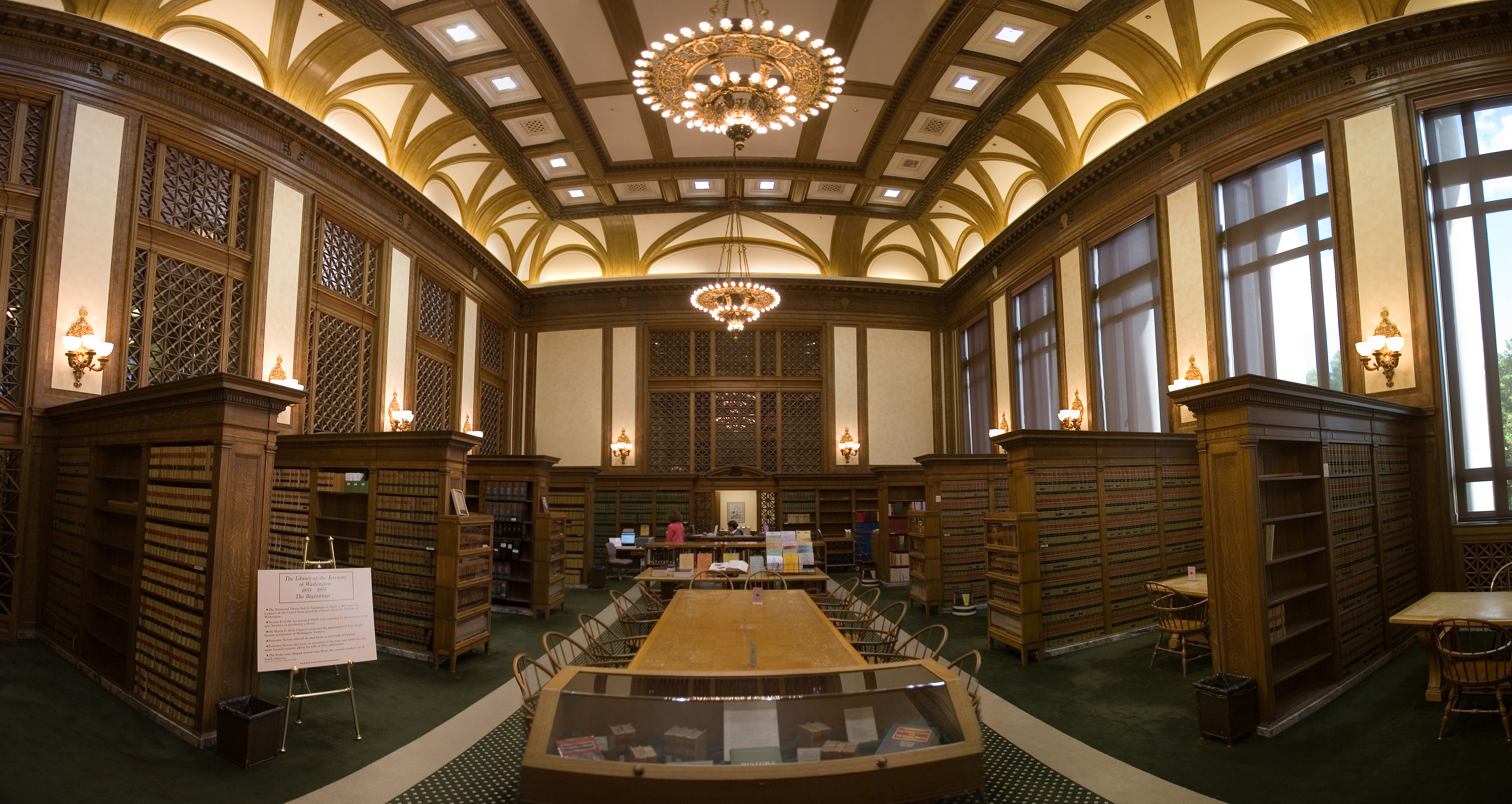
Bibliothèque de droit.